# Валенса-ду-Пиауи

Валенса-ду-Пиауи на карте штата.

Валенса-ду-Пиауи (порт. Valença do Piauí) — муниципалитет в Бразилии, входит в штат Пиауи. Составная часть мезорегиона Северо-центральная часть штата Пиауи. Входит в экономико-статистический микрорегион Валенса-ду-Пиауи. Население составляет 20 326 человек на 2010 год. Занимает площадь 1334,629 км². Плотность населения — 15,23 чел./км².

## Демография
Согласно сведениям, собранным в ходе переписи 2010 г. Национальным институтом географии и статистики (IBGE), население муниципалитета составляет:
| Полное население                               | Полное население                               | Полное население                               | Полное население                               | 20 326 |
| ---------------------------------------------- | ---------------------------------------------- | ---------------------------------------------- | ---------------------------------------------- | ------ |
| в том числе:                                   | Городское население                            | 15 798                                         | Процент городского населения, %                | 77,72  |
|                                                | Сельское население                             | 4528                                           | Процент сельского населения, %                 | 22,28  |
|                                                | Мужское население                              | 9577                                           | Процент мужского населения, %                  | 47,12  |
|                                                | Женское население                              | 10 749                                         | Процент женского населения, %                  | 52,88  |
| Плотность населения, чел/км²                   | Плотность населения, чел/км²                   | Плотность населения, чел/км²                   | Плотность населения, чел/км²                   | 15,23  |
| Население муниципалитета в % к населению штата | Население муниципалитета в % к населению штата | Население муниципалитета в % к населению штата | Население муниципалитета в % к населению штата | 0,65   |

По данным оценки 2016 года, население муниципалитета составляет 20 568 жителей.

## Статистика
- Валовой внутренний продукт на 2003 год составляет 35 337 764,00 реалов (данные: Бразильский институт географии и статистики).
- Валовой внутренний продукт на душу населения на 2003 год составляет 1711,44 реалов (данные: Бразильский институт географии и статистики).
- Индекс развития человеческого потенциала на 2000 год составляет 0,647 (данные: Программа развития ООН).